# Гара-Бобоку
Гара-Бобоку (рум. Gara Bobocu) — село у повіті Бузеу в Румунії. Входить до складу комуни Кокірлянка.
Село розташоване на відстані 108 км на північний схід від Бухареста, 11 км на північний схід від Бузеу, 88 км на захід від Галаца, 114 км на південний схід від Брашова.

## Населення
За даними перепису населення 2002 року у селі проживали 322 особи, усі — румуни. Усі жителі села рідною мовою назвали румунську.